# Renfe série 597

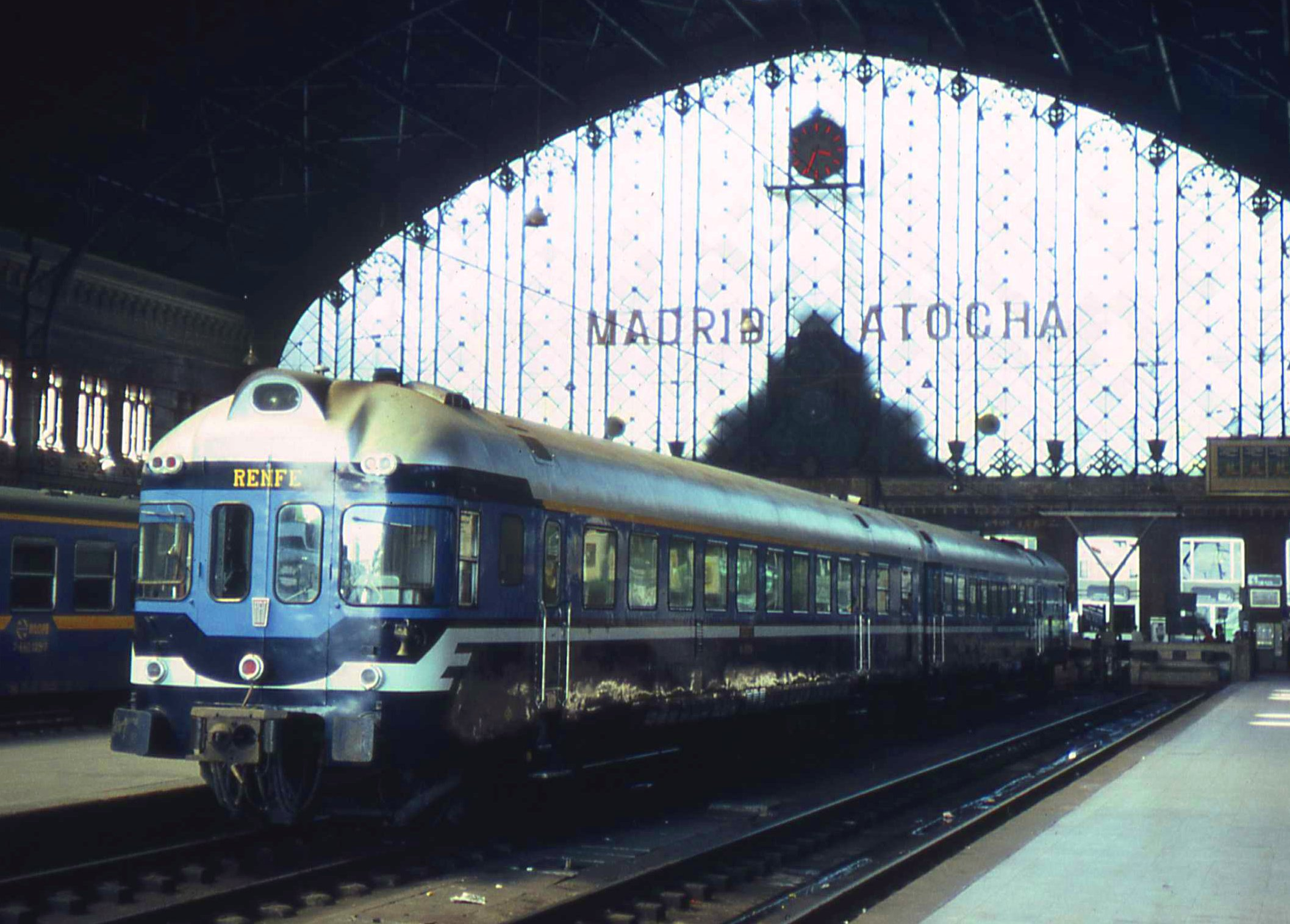
Un autorail 597 à Madrid-Atocha en 1981.

La série 597 est une série d'autorails de la Renfe.

## Origine de la série
Les autorails font beaucoup de progrès après la Seconde Guerre mondiale, car les progrès techniques permettent désormais de construire des véhicules avec des matériaux à la fois plus légers et solides, des moteurs plus petits mais plus puissants et plus silencieux. Dans les années 1950, pour faire face à l'augmentation du trafic voyageur et au nécessaire remplacement d'une partie du parc hérité des anciennes compagnies, la Renfe commande de nouveaux autorails chez Fiat Ferroviaria, firme qui a une grande experience dans ce domaine. Les TAF sont des autorails modulaires, pouvant aussi bien circuler isolément qu'avec une remorque ou en composition motrice + remorque + motrice. Rapidement, les TAF sont plébiscités par le public. Une décennie plus tard, la Renfe lance un nouveau concours sur des bases un peu différentes. Personne n'est surpris de voir Fiat Ferroviaria remporter le marché des nouveaux Tren Automotor Rapido ou TAR en octobre 1962. Un lot complémentaire réservé aux constructeurs espagnols est également commandé le 12 novembre suivant.

## Conception
L'unité de base est constituée d'une motrice et d'une remorque avec cabine et porte d'intercommunication, permettant un couplage continu de deux éléments pour former une composition à quatre caisses. La caisse motrice est aménagée en 2e classe et comprend un petit fourgon à bagages. le moteur et la transmission sont placés sous le plancher. Seul le bogie placé côté remorque est moteur. La remorque est aménagée en première classe avec une partie cafétéria faisant également office de restaurant, les repas étant servis à la place. Le groupe électrogène est placé sous le plancher de la remorque et fourni l'air conditionné.
Détail des livraisons :
| N° Renfe    | N° UIC 1971           | Constructeur     | N° Usine | Année | Notes |
| 9701 à 9704 | 597-001-7 à 597-004-1 | Fiat Ferroviaria | ?        | 1964  |       |
| 9705 à 9716 | 597-005-8 à 597-016-5 | Fiat Ferroviaria | ?        | 1965  |       |
| 9717 à 9730 | 597-017-3 à 597-030-6 | CAF              | ?        | 1965  |       |
| 9731 à 9760 | 597-031-4 à 597-060-3 | CAF              | ?        | 1966  |       |

Les caisses des remorques 9717 à 9760 sont construites par la Material Movil y Construcciones (MMC) de Saragosse. Les unités livrées par Fiat quittent l'Italie par leurs propres moyens et se rendent à Hendaye pour gagner Beasain, les bogies en voie large étant fabriqués par la CAF.

## Service

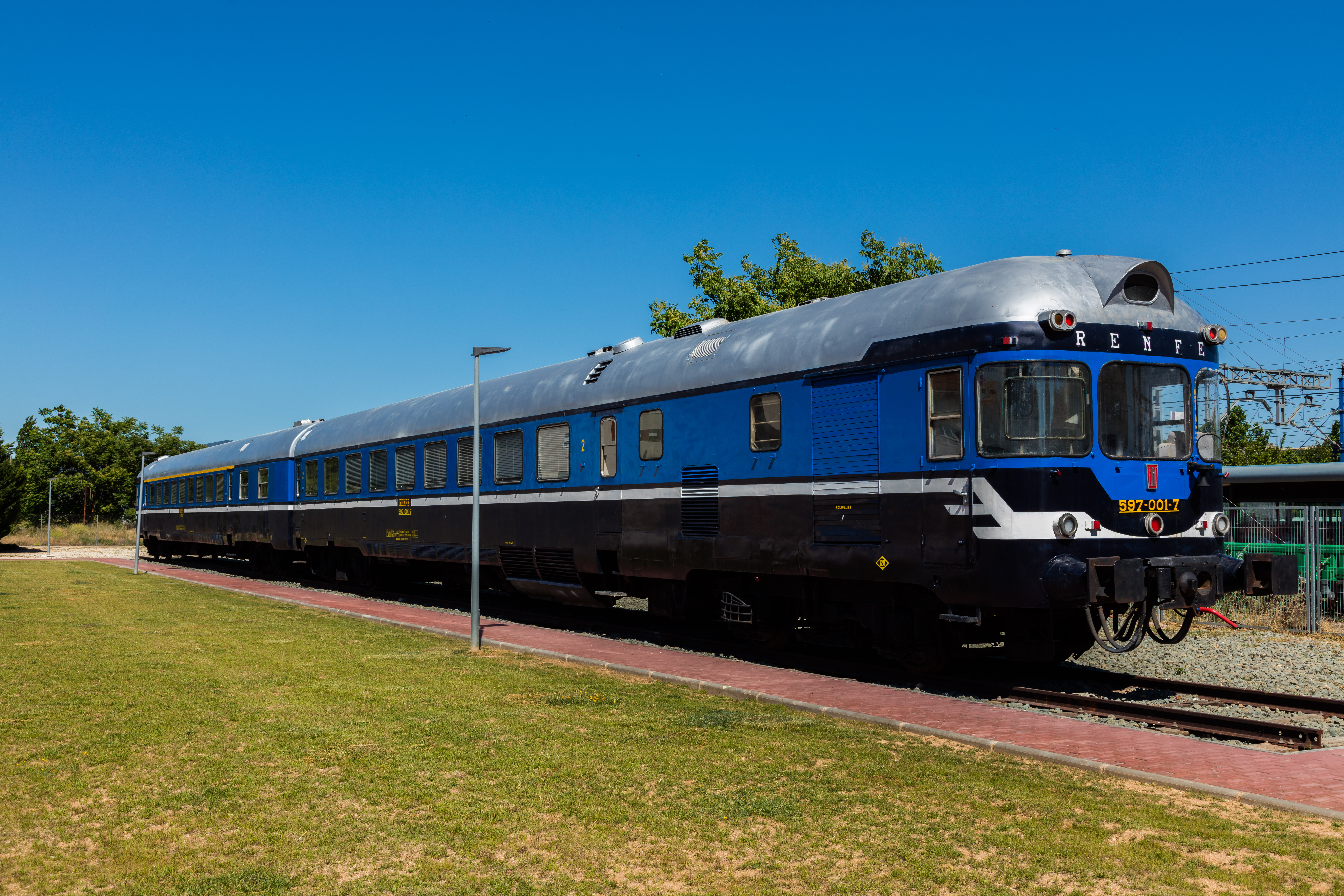
Le 9701 est préservé par une association de Calatayud.

Le 20 octobre 1964, un train spécial est organisé avec le nouveau materiel entre Madrid-Atocha et Alcala de Henares à l'intention des autorités franquistes et de la presse. Les semaines qui suivent sont mises à profit pour procéder à divers essais. Le service commercial débute le 10 janvier 1965 sur le trajet Madrid-Gijón via Avila. Par la suite, les TAR sont engagés sur Barcelona-Bilbao, et au départ de Madrid vers Barcelona (via Lérida, Alicante, Algésiras, Malaga, El Ferrol, Badajoz, Canfranc, La Corogne, Gandia, Logroño, Pampelune, Plasencia, Puertollano, Santander, Vigo et Burgos. On les retrouve également sur des services transversaux comme la Ruta de la Plata (route d'argent) Gijón-Séville, mais aussi Valence-Grenade, Barcelona-Salamanca, Valence-Irun-Bilbao, La Corogne-Hendaye, Port-Bou-Alicante. De TAR, ils sont vite rebaptisés TER, c'est-à-dire Tren Español Rapido.
Lors de leur mise en service, les TER évincent les TAF des services nobles. À partir de 1972, eux-mêmes sont concurrencés par l'arrivée des nouveaux electrotrenes de la série 432, qui commencent par les éliminer des services Madrid-Gijón et Madrid-Santander.
Les TER sont engagés sur des services internationaux comme Madrid-Lisbonne entre le 1er mars 1967 et le 27 mai 1989, date de leur remplacement par un Talgo III. En 1971, ils assurent de façon très éphémère un La Corogne-Porto, vite limité à Vigo avant d'être repris par les CP en 1976.
À partir de 1985, les 597 reçoivent de nouveaux freins à disques. En 1991, les 597-004, 018 et 043 perdent leurs attelages automatiques. Dans les années 1980, les pare-brises voient leur taille réduite.
La livrée connait aussi quelques modifications : à partir de 1973, une bande jaune est peinte au-dessus des fenêtres de première classe. Sur la fin, quelques unités reçoivent la livrée bleu et crème des grandes lignes, ou celle orange et blanc de l'UN de Regionales. Au début des années 1990, la Renfe leur applique également la nouvelle immatriculation : VTBD1 pour les motrices, VSAR1 pour les remorques.
Le dernier parcours effectué par un TER a lieu le 16 janvier 1995, lorsque le 597-052 assure une dernière fois le train Madrid-Cuenca. Peu après, les 597-004, 018, 017 et 029 sont vendus à l'Argentine.
Le 9701 est préservé par une association de Calatayud, le 9710 par ASVAFER, et le 9736 a été remis en état d'origine par l'association des amis du chemin de fer de Bilbao qui l'utilise parfois pour des voyages spéciaux. Le 9703 existerait toujours quelque part dans le sud…